# Babinje
Babinje, postpartum ili puerperij (lat. puerperium) je postporođajno (ili postnatalno) razdoblje koje počinje odmah nakon porođaja u kojem se majčino tijelo, uključujući razinu hormona i veličinu maternice, vraća u stanje prije trudnoće. Babinje obično podrazumijeva prvih šest tjedana nakon poroda. Svjetska zdravstvena organizacija (WHO) opisuje postnatalno razdoblje kao najkritičniju, ali ipak i najzapostavljeniju fazu u životu majki i novorođenčadi; većina smrtnih slučajeva majki i novorođenčadi događa se u tom razdoblju.
Žena je nakon porođaja zdravstveno stabilna nakon nekoliko sati ili duže; poslije vaginalnog poroda u prosjeku nakon jednog do dva dana dok je prosjek nakon carskog reza tri do četiri dana. Za to vrijeme prati se stanje majke radi krvarenja, rada crijeva i mjehura te njege novorođenčeta. Također se prati i zdravlje novorođenčeta. Rani postnatalni otpust iz bolnice nakon porođaja obično se definira kao otpuštanje majke i novorođenčeta iz bolnice unutar 48 sati od rođenja.

## Akutna faza babinja
Prvih 6 do 12 sati nakon poroda početna je ili akutna faza postporođajnog razdoblja. Za to vrijeme majku obično nadgledaju medicinske sestre ili primalje jer se mogu pojaviti komplikacije.
Najveći zdravstveni rizik u akutnoj fazi je postporođajno krvarenje. Nakon poroda, mjesto na kojem je posteljica bila pričvršćena na stijenku maternice krvari, a maternica se steže kako bi se spriječio gubitak krvi. Stezanje ili kontrakcije maternice pomažu da se ona vrati u svoju prvobitnu veličinu. Nakon kontrakcije fundus (vrh) maternice može se opipati kao čvrsta masa na razini pupka. Važno je da maternica ostane čvrsta, a medicinska sestra ili primalja često će procjenjivati i fundus i količinu krvarenja. Masaža maternice obično se koristi za poticanje kontrakcija maternice.
Ako je majka tijekom poroda imala urez međice ili epiziotomiju ili je došlo do jačeg spontanog pucanja tkiva međice, nakon poroda se međica šiva. U prošlosti se epiziotomija radila rutinski. Međutim, novija istraživanja pokazuju da rutinska epiziotomija, kada se očekuje normalan porod bez komplikacija ili instrumenata, ne nudi prednosti u smislu smanjenja perinealne ili vaginalne traume. Selektivna uporaba epiziotomije rezultira manjom perinealnom traumom. Zdravstveni radnik može preporučiti mjere za ublažavanje bolova u međici
U roku od otprilike 10 sekundi nakon porođaja novorođenče udahne prvi put, a njegovateljica stavi dijete na majčina prsa. Stanje novorođenčeta procjenjuje se prema Apgar ljestvici. Apgar rezultat određuje se procjenom vitalnih znakova novorođenčeta prema pet kriterija (Appearance, Pulse, Grimace, Activity, Respiration). Donedavno se novorođenčad rutinski odvajala od majki nakon rođenja, međutim, otprilike 2000. godine, neke vlasti su počele sugerirati da je rani kontakt kožom na kožu, tj. stavljanje golog novorođenčeta na majčina prsa, od koristi za zdravlje majki i novorođenčadi. Od 2014. godine sve veće zdravstvene organizacije odgovorne za dobrobit novorođenčadi podržavaju rani kontakt koža na kožu. Stoga, kako bi se uspostavili povezanost i uspješno dojenje, novorođenče se prvo stavlja majci na prsa. Svjetska zdravstvena organizacija (WHO) također potiče kontakt koža na kožu prva 24 sata nakon rođenja kako bi se regulirala temperatura novorođenčeta. Kontakt koža na kožu, uz kolostrum i prolazak kroz vaginalni kanal, također pomaže da se djetetov probavni sustav kolonizira, tj. nastani prvim mikrobiomom — kolonijom bakterija koje će biti zaslužne za djetetov imunitet.

### Oporavak majke prvih 6 tjedana nakon porođaja
U prvih nekoliko dana nakon poroda rizik od duboke venske tromboze relativno je visok jer se hiperkoagulabilnost povećava tijekom trudnoće i najveća je u postporođajnom razdoblju, osobito za žene koje su rodile carskim rezom i kojima je zbog toga smanjena pokretljivost. U bolnici se mogu koristiti antikoagulansi ili fizikalne metode poput kompresije, osobito ako žena ima čimbenike rizika, poput pretilosti, slabije pokretljivosti, nedavnog carskog reza ili genetske mogućnosti nasljeđivanja tromboze. Ženama s anamnezom tromboze u trudnoći ili prije trudnoće općenito se preporučuje antikoagulacija.
Povećana vaskularnost (protok krvi) i edem (oticanje) ženske rodnice postupno se povlače za otprilike tri tjedna. Grlić maternice postupno se sužava i produžuje tijekom nekoliko tjedana. Infekcije nakon poroda mogu dovesti do sepse, a ako se ne liječe, do smrti. Urinarnu inkontinenciju nakon poroda ima oko 33% svih žena; žene koje rode vaginalno imaju otprilike dvostruko veću vjerojatnost da će imati urinarnu inkontinenciju od žena koje su rodile carskim rezom. Urinarna inkontinencija u ovom razdoblju povećava rizik od dugotrajne inkontinencije. Kegelove vježbe preporučuju se za jačanje mišića dna zdjelice i kontrolu urinarne inkontinencije.

### Amenoreja
Amenoreja je izostanak menstruacije do kojeg dolazi nakon porođaja zbog lučenja prolaktina koji ima inhibirajuće djelovanje na gonadotropne hormone hipofize. Amenoreja kao posljedica lučenja prolaktina može potrajati do dvije godine, ovisno o prehrani majke, intenzitetu dojenja i početku uvođenja dohrane djeteta. Međutim, ako žena kratko doji ili uopće ne doji, prva menstruacija se može pojaviti ubrzo nakon porođaja.

### Lohije
Lohije su krvavi iscjedak iz rodnice koji se javlja u vrijeme babinja, a traju pet do šest tjedana nakon porođaja. Na početku su lohije krvave, potom sukrvičaste i na kraju smeđe. Nakon najviše tri tjedna babinja iscjedak postaje oskudan i bjelkast. Ovo je uzrokovano time što se nakon dva tjedna ušće materice zatvori tako da iscjedak predstavlja samo ljuštenje epitela rodnice uz vrlo oskudnu sluz iz grlića materice. Ženama se u tom razdoblju preporučuje nošenje higijenskih uložaka od vate i jednokratnih trudničkih gaćica. Uporaba tampona ili menstrualnih čašica kontraindicirana je jer može dovesti do unosa bakterija i povećati rizik od infekcije. Lohije su jače kada rodilja mijenja položaj, doji, ima stolicu ili je preaktivna. Potrebno se javiti liječniku ako se krvarenje povećava, umjesto da se smanjuje, ako krv ima neugodan miris, ako rodilja obilno krvari, tako da joj treba više od jednog velikog uloška po satu ili ima ugruške krvi veličine jajeta ili veće, ako se pojavljuju bolovi u donjem dijelu leđa koji nisu povezani sa stezanjem maternice, ako rodilja ima crvene ili otečene noge tople na dodir, ima promjene u vidu ili glavobolju koja ne prolazi te ako ima povišenu tjelesnu temperaturu.

### Laktacija
Laktacija je proces stvaranja mlijeka u dojkama. Još u trudnoći se pod utjecajem steroidnih hormona iz žutog tijela trudnoće i posteljice, mliječne žlijezde pripremaju za funkciju dojenja. U trećem tromjesečju trudnoće počinje se izlučivati prvo mlijeko, koje se naziva kolostrum, a nakon porođaja se uspostavlja i potpuna laktacija. Sisanje je stimulans za izlučivanje mlijeka i zbog toga je značajno staviti novorođenče na grudi već u prvih sat vremena nakon porođaja. Dojenje stimulira lučenje hormona oksitocina koji dovodi do izlučivanja mlijeka u mliječne kanaliće dojke i do kontrakcija maternice pa mnoge dojilje mogu upravo za vrijeme dojenja osjetiti bol u području maternice. Kako bi dijete posisalo kolostrum koji je važan za razvoj njegovog imunološkog sustava i zdravlje probavnog sustava, potrebno je što ranije nakon poroda omogućiti dojenje, već prvi sat nakon porođaja (zlatni sat). Za pravilnu uspostavu dojenja važan je udoban položaj majke, djetetov pravilan hvat dojke, isključivo dojenje i dojenje novorođenčeta na zahtjev.
Dva do šest dana nakon poroda majčino mlijeko će se početi proizvoditi u većoj količini. Dojke će biti tople, tvrde i pune na dodir. Ovo mlijeko mora izaći i najbolje je isprazniti dojku dojenjem ili izdajanjem kako ne bi došlo do zastoja mlijeka, tj. mastitisa. U narednih nekoliko dana i tjedana dojke će prilagođavati proizvodnju mlijeka djetetovim potrebama — što češće dijete siše, to se više mlijeka stvara. Majčin san često je poremećen jer je noćno buđenje normalno kod novorođenčeta, a novorođenčad je potrebno hraniti svaka dva do tri sata, uključujući i noću. Savjetnica za dojenje, patronažna sestra, medicinska sestra ili postnatalna doula mogu pomoći. 
U razdoblju babinja 87% do 94% žena prijavilo je barem jedan zdravstveni problem. Česti su hemoroidi, zatvor, mastitis, nedostatak željeza, ispucane kapilare na licu, vratu i u očima, vrtoglavica i drhtavica, postporođajna depresija i baby blues, upala međice, tromboza, urinarna inkontinencija, problemi s probavom, bolovi u prsima, lupanje srca, teško disanje, nesanica i dr.

## Produljeno babinje
Produljeno babinje počinje šest tjedana nakon poroda i traje do šest mjeseci. Tijekom tog vremena mišići i vezivno tkivo vraćaju se u stanje prije trudnoće. Oporavak od komplikacija nakon poroda u ovom razdoblju, poput urinarne i fekalne inkontinencije, bolnog odnosa i prolapsa zdjelice, obično je vrlo spor i u nekim slučajevima se ne može riješiti. Simptomi PTSP -a često nestaju u ovom razdoblju, padajući s 2,8% i 5,6% nakon šest tjedana nakon poroda na 1,5% nakon šest mjeseci nakon poroda.
Približno tri mjeseca nakon poroda (najčešće između drugog i petog mjeseca), razina estrogena opada i velika količina gubitka kose je uobičajena, osobito u području sljepoočnica (postporođajna alopecija). Kosa obično kasnije normalno raste i liječenje nije indicirano. Ostala stanja koja se mogu pojaviti u ovom razdoblju uključuju postporođajni tiroiditis.
Tijekom tog razdoblja spavanje novorođenčeta tijekom noći postupno se povećava, a majčin san se općenito poboljšava. Dugotrajne zdravstvene probleme (koji traju nakon odgođenog postporođajnog razdoblja) prijavilo je 31% žena. Kao što je gore navedeno, potrebno je osigurati stalnu procjenu fizičkog i mentalnog zdravlja, identifikaciju faktora rizika i preventivnu zdravstvenu zaštitu.

## Psihološke poteškoće
Tijekom postporođajnog razdoblja mogu se pojaviti psihološki poremećaji. Među njima su postporođajna depresija, posttraumatski stresni poremećaj, a u rijetkim slučajevima i postporođajna psihoza. Poslijeporođajna mentalna bolest može utjecati i na majke i na očeve. Potrebno je rano otkrivanje i odgovarajući tretman. Otprilike 70-80% žena nakon poroda doživjet će "baby blues" nekoliko dana. Između 10 i 20 posto može doživjeti kliničku depresiju, s većim rizikom kod žena s poviješću postporođajne depresije, kliničke depresije, anksioznosti ili drugih poremećaja raspoloženja. Procjenjuje se da je učestalost PTSP -a nakon normalnog poroda (isključujući mrtvorođenče ili velike komplikacije) između 2,8% i 5,6% nakon šest tjedana nakon poroda.

### Baby blues ili poslijeporođajna tuga
Baby blues je normalna i kratkotrajna reakcija na nagle promjene hormona nakon poroda, a izgleda poput intenzivnog predmenstrualnog sindroma, PMS-a. Neki od simptoma poslijeporođajne tuge su: plakanje, intenzivne emocije, nagle promjene raspoloženja i razdražljivost.

### Poslijeporođajna anksioznost ili tjeskoba
Normalna u prvim tjednima roditeljstva zbog navikavanja na novu ulogu i na velike promjene. No, postoji razlika između anksioznosti koja je normalna na početku roditeljstva i one koja je snažna, dugotrajna i ograničava psihološko i socijalno funkcioniranje – za ovu drugu potrebna je podrška i liječenje. Liječenje može uključiti psihoterapiju ili drugu vrstu stručnog savjetovanja, uz metode samopomoći poput redovite vježbe relaksacije, masaže i ustrajanja u dobivanju dovoljnog broja sati kvalitetnog sna. 

### Poslijeporođajna depresija (PPD)
Simptomi poslijeporođajne depresije mogu se javiti odmah nakon trudnoće, ali i do nekoliko mjeseci nakon poroda, mogu se javiti nekoliko dana nakon poroda ili nakon simptoma poslijeporođajne tuge. Ako traju dulje od dva tjedna, obavezno je potrebno potražiti stručnu pomoć. Simptomi PPD-a uključuju: često plakanje, česte promjene raspoloženja, depresiju i/ili ozbiljnu anksioznost, nedostatak interesa za stvari i ljude koji te inače izazivaju veselje (uključujući dijete), promjene u težini ili apetitu (iako ovo može biti povezano s promjenama koje su normalne u babinju), previše ili premalo spavanja (i ovo može biti povezano s promjenama u babinju), osjećaj usporenosti, nemira ili nervoze, veliki osjećaj krivnje, tjeskobe ili nesposobnosti, nemogućnost povezivanja s djetetom i/ili brige o djetetu, poteškoće s koncentracijom (ovo može biti povezano s nedostatkom sna), povremene misli o samoozljeđivanju, smrti ili samoubojstvu. Terapija za PPD slična je onoj za depresiju u bilo kojoj životnoj dobi.